# Jón Gnarr
Jón Gnarr (ur. 2 stycznia 1967 w Reykjavíku jako Jón Gunarr Kristinsson) – islandzki aktor, komik, pisarz i polityk, w latach 2010–2014 burmistrz Reykjavíku, kandydat w wyborach prezydenckich, poseł do Althingu.

## Życiorys
Urodził się jako Jón Gunarr Kristinsson. Jako nastolatek zaczął się przedstawiać jako Jón Gnarr; forma ta została przez organy państwowe uznana dopiero w 2015.
Zakończył naukę jako nastolatek bez kwalifikacji zawodowych, wykonywał różne prace dorywcze (m.in. domu pomocy dla osób niepełnosprawnych intelektualnie). W późniejszych latach kształcił się na kursach artystycznych, a w 2021 uzyskał magisterium w zakresie sztuk performatywnych na Islandzkiej Akademii Sztuk Pięknych.
Grał na gitarze basowej w zespole punkowym Nefrennsli. Karierę komika rozpoczynał, prowadząc poranny satyryczny program radiowy razem z Sigurjónem Kjartanssonem, z którym stworzył duet komediowy Tvíhöfði. Jako aktor występował w islandzkich teatrach, grał również w filmach, w tym takich jak Islandzkie marzenie (2000) i Ktoś taki jak ja (2002). Jako jeden ze scenarzystów i odtwórca głównej roli współtworzył komediowy serial telewizyjny Næturvaktin (2007), jego sequele Dagvaktin (2008) i Fangavaktin (2009) oraz wchodzący w skład serii film pełnometrażowy Pan Bjarnfreðarson (2009). Zajął się również pisarstwem, opublikował m.in. Miðnætursólborgin (1989), Indjáninn. Skálduð ævisaga (2006), Sjóræninginn. Skálduð ævisaga (2012) oraz Útlaginn (2015). Był członkiem zarządu islandzkiego związku pisarzy i regularnym felietonistą dziennika „Fréttablaðið”.
W 2009 współtworzył i został przewodniczącym Najlepszej Partii, ugrupowania politycznego o charakterze satyrycznym. Partia wystartowała w wyborach samorządowych w Reykjavíku w 2010, zajmując pierwsze miejsce i zdobywając 6 z 15 miejsc w radzie miasta. Wybory te odbyły się kilkanaście miesięcy po załamaniu się islandzkiego systemu bankowego. Również w 2010 Jón Gnarr objął stanowisko burmistrza islandzkiej stolicy, które zajmował do 2014. W trakcie swojego urzędowania pojawił się jako drag queen na paradzie organizowanej w ramach Gay Pride w Reykjavíku w 2010, co uzasadniał swoim poparciem dla praw społeczności LGBT. Jesienią 2013 zadeklarował, że nie będzie ubiegał się o reelekcję w kolejnych wyborach lokalnych. Zapowiedział też połączenie jego ugrupowania z formacją Świetlana Przyszłość.
W 2017 wstąpił do Sojuszu, udzielał się jako doradca tego ugrupowania. W czerwcu 2024 kandydował w wyborach prezydenckich; uzyskał w nich 10% głosów, zajmując czwarte miejsce. W tym samym roku z ramienia centrowej partii Viðreisn został wybrany na deputowanego do Althingu.

## Życie prywatne
Jego żoną została Jóhanna „Jóga” Jóhannsdóttir; ma pięcioro dzieci.